# جائزة إسبيرجوس الكبرى للسيدات 2020
جائزة إسبيرجوس الكبرى للسيدات 2020 (بالفرنسية: Grand Prix d'Isbergues féminin 2020)‏ هو سباق دراجات هوائية، وهو الموسم رقم 3 من جائزة إسبيرجوس الكبرى للسيدات، وأقيم في 20 سبتمبر 2020، وامتدّ لمسافة 116 كيلومتر، وضمن سباقات سباق الدراجات على الطريق للسيدات 2020.
فاز بالمركز الأول كلو هوسكينغ، وبالمركز الثاني كيارا كونسوني، وبالمركز الثالث لورين كيتشن.

## التصنيف العام النهائي
| التصنيف العام         | التصنيف العام              | التصنيف العام   | التصنيف العام               | التصنيف العام |
| العداء                | العداء                     | البلد           | الفريق                      | الوقت         |
| --------------------- | -------------------------- | --------------- | --------------------------- | ------------- |
| 1                     | كلو هوسكينغ                | أستراليا        | رالي سايكلنج ‏               | 2 س 59 د 33 ث |
| 2                     | كيارا كونسوني              | إيطاليا         | فالكار سيلانس ‏              | + 0 ث         |
| 3                     | لورين كيتشن                | أستراليا        | FDJ–Suez ‏                   | + 0 ث         |
| 4                     | غلاديس فيرهلست ‏            | فرنسا           | اركيا للسيدات ‏              | + 0 ث         |
| 5                     | Karlijn Swinkels ‏          | هولندا          | باركهوتل فالكنبورغ ‏         | + 0 ث         |
| 6                     | Amber van der Hulst ‏       | هولندا          | باركهوتل فالكنبورغ ‏         | + 0 ث         |
| 7                     | Blanka Vas ‏                | المجر           | دولتشيني فان إيك بروكسيموس ‏ | + 0 ث         |
| 8                     | Ceylin del Carmen Alvarado | هولندا          | بلانتور بورا سيلينج تيم ‏    | + 0 ث         |
| 9                     | فيمكا ماركوس               | هولندا          | باركهوتل فالكنبورغ ‏         | + 0 ث         |
| 10                    | أليس بارنز                 | المملكة المتحدة | كانيون–إس آر إيه إم ‏        | + 0 ث         |
| مصدر: ProCyclingStats |                            |                 |                             |               |

## وصلات خارجية
- لمحة عن سباق جائزة إسبيرجوس الكبرى للسيدات 2020 على موقع  ProCyclingStats   (برو  سايكلنج  ستاتس) - إحصاءات  محترفي  الدراجات.
- جائزة إسبيرجوس الكبرى للسيدات 2020 على موقع إحصائيات الدراجات الإحترافية (الإنجليزية)